# Centrale de Göschenen
La centrale de Göschenen est une centrale combinant réservoir, haute-chute et au fil de l'eau, située à Göschenen dans le canton d'Uri.
Elle est alimentée à la fois par le lac de Göscheneralpsee et par la prise d'eau du Trou d'Uri, sur la Reuss.
Elle fournit du courant de traction pour les  Chemins de fer fédéraux suisses (CFF) et du courant alternatif de 50 Hz pour le réseau national.
Sa gestion opérationnelle est assurée par la Centralschweizerische Kraftwerke AG (CKW).

## Historique

Alimentation en eau de la centrale de Göschenen

En 1907, le canton d'Uri a accordé à la Compagnie du chemin de fer du Saint-Gothard une concession de 50 ans pour utiliser l'hydroélectricité de la Reuss, du Trou d'Uri jusqu'à Amsteg . La concession comprenait également les affluents Meienreuss, Fellibach et Kerstelenbach et a été transmise aux Chemins de fer fédéraux (CFF) lors de la nationalisation de la Compagnie du chemin de fer du Saint-Gothard.
En 1944, ils ont cédé les droits d'eau de la section Göschenen - Wassen à la CKW, qui a également reçu une nouvelle licence d'exploitation valable jusqu'en 2034 pour l'exploitation des Göschenerreuss et de la Voralpreuss.
Après l'abandon du projet de la Centrale de l'Urseren (de) en 1951, les CKW et les CFF ont également demandé en 1952 à utiliser les eaux de la haute vallée  d'Urseren. Les CKW, les CFF et le canton d'Uri ont constitué un syndicat mixte en février 1955, la Kraftwerk Göschenen AG.
De 1955 à 1962, la planification puis la construction de la centrale électrique ont eu lieu, avec la maîtrise d'ouvrage par Elektrowatt .
Dans la partie médiane de la haute vallée de la Göschenerreuss, on a également inondé le village de Göscheneralp pour y établir le barrage du Göscheneralpsee. Pour cette raison, 60 habitants des hameaux d'Älper, Boden et Mos ont dû être relogés ,.

## Technique
Les machines sont installées dans une salle souterraine de 120 m de long, 20m de large et 30m de haut, située à 80m sous la montagne. Cette hauteur est nécessaire pour retirer les rotors des groupes de machines disposés verticalement. 

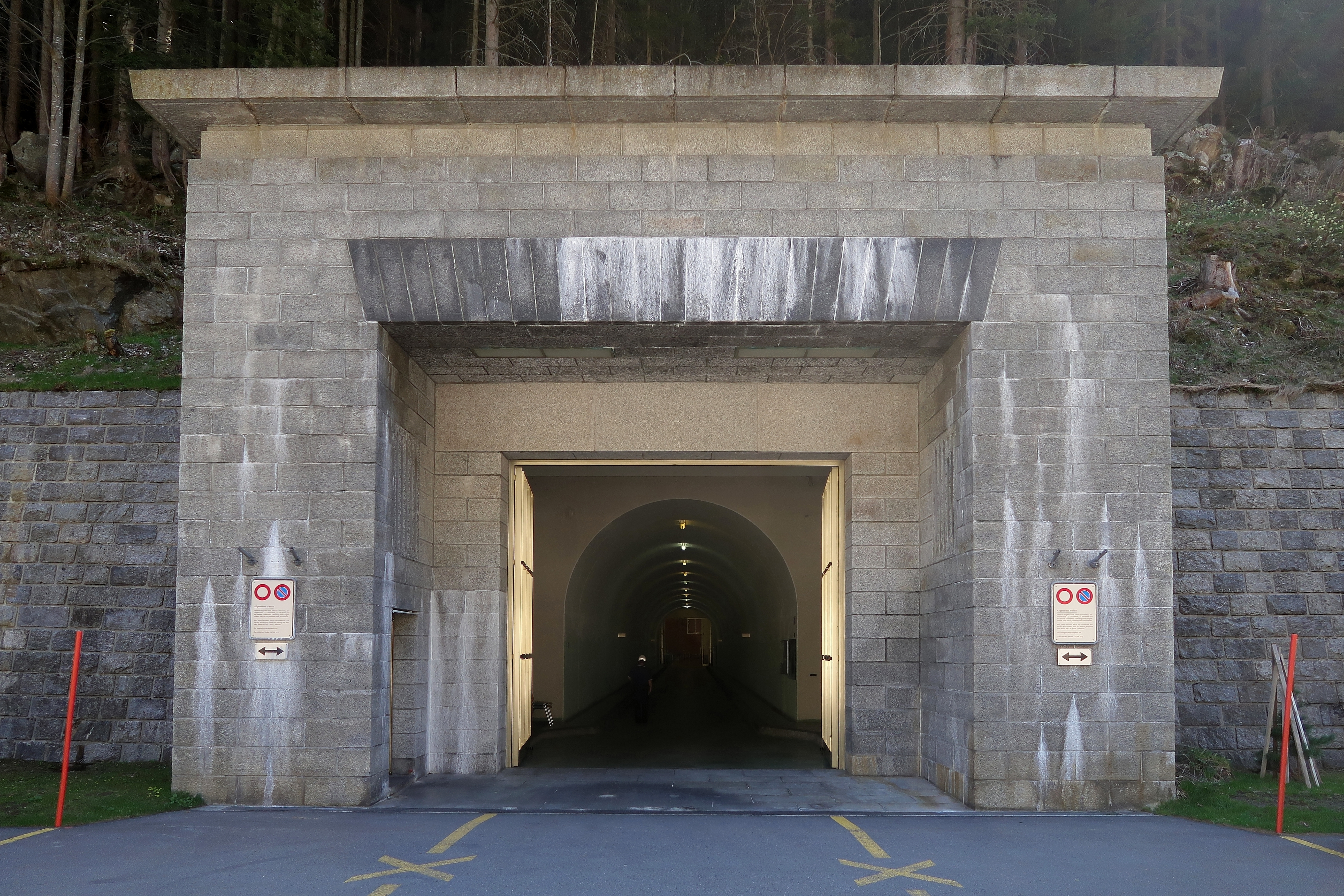
Tunnel d'accès
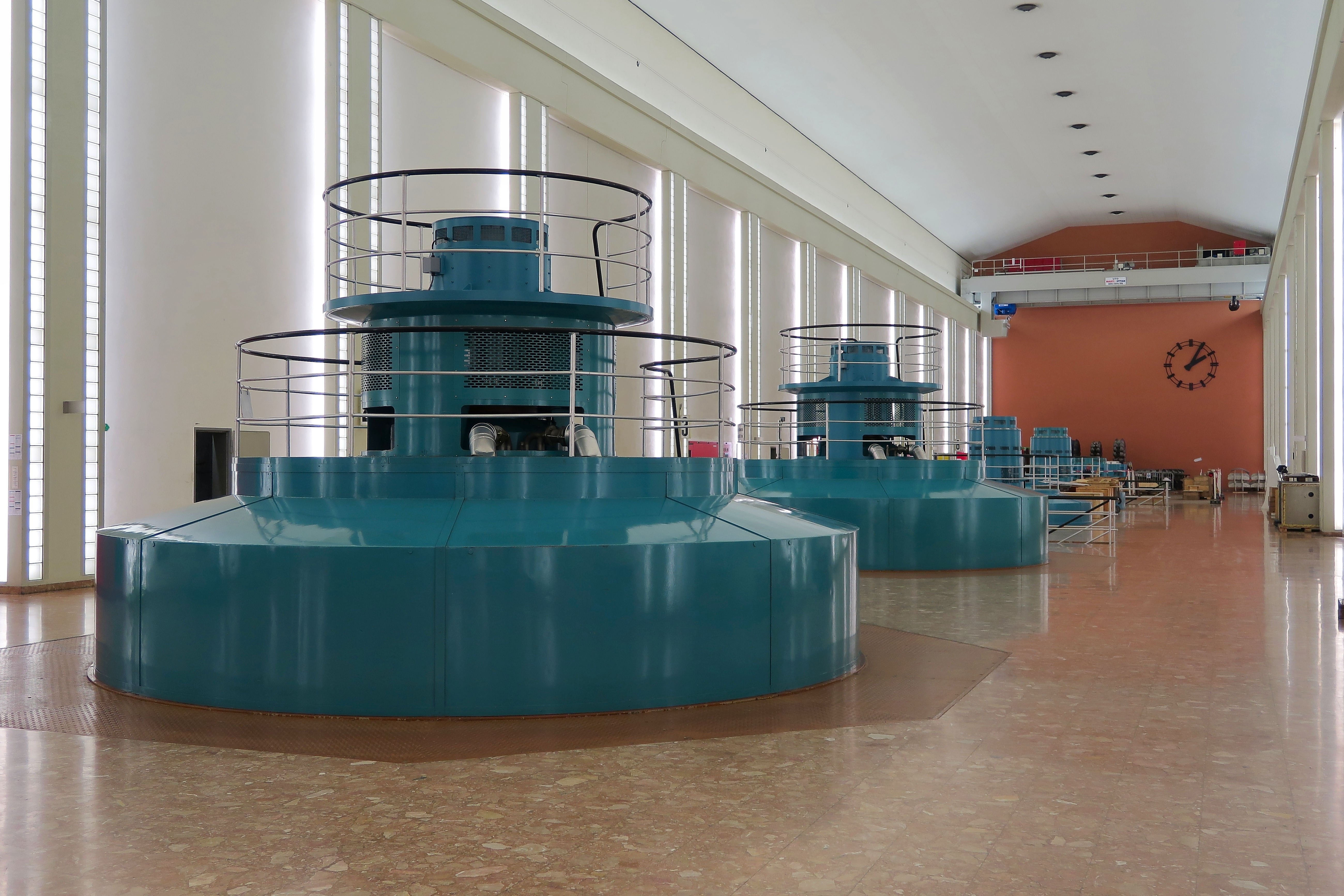
Salle des turbines
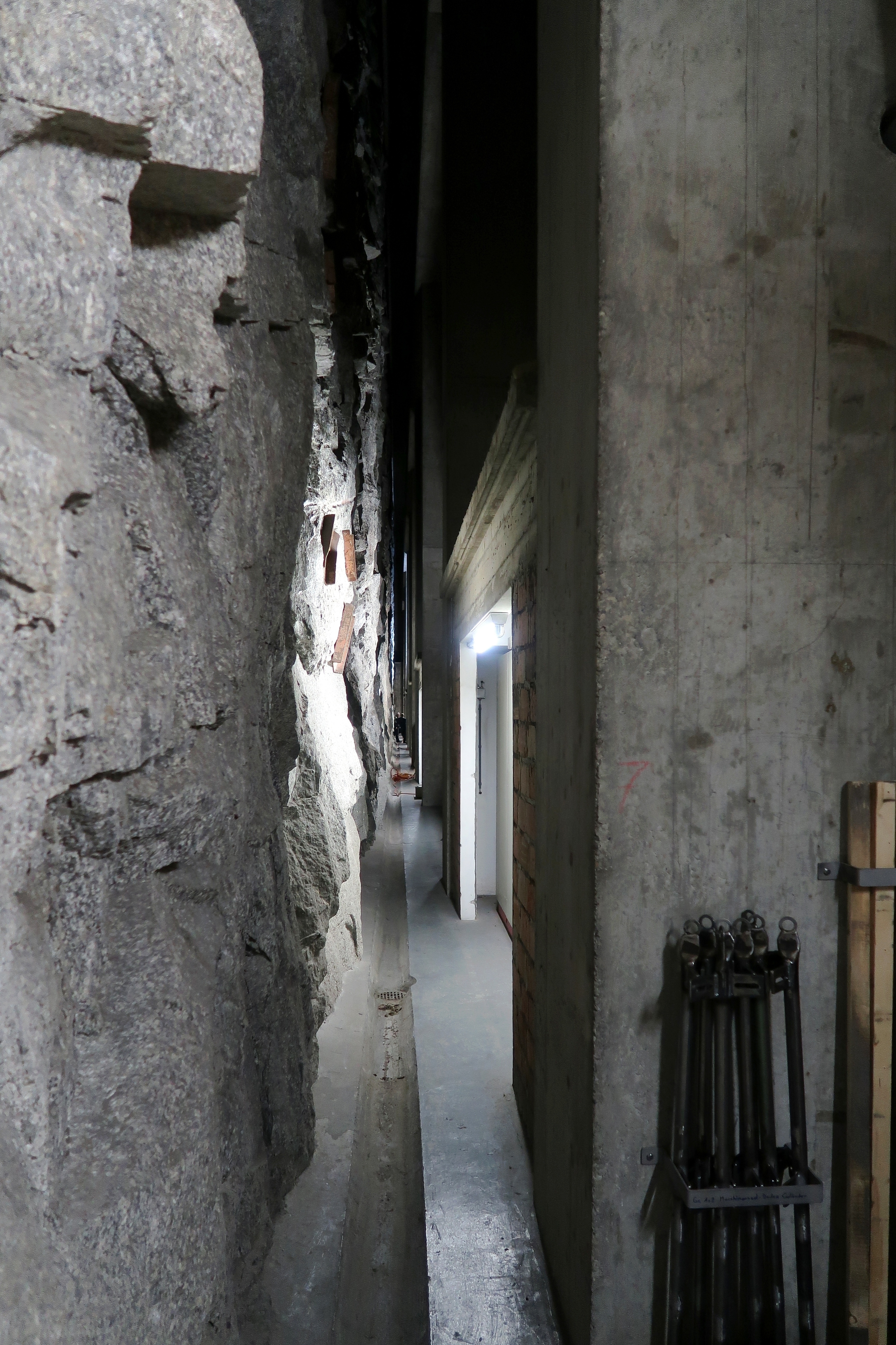
Galandage de la salle des machines

 En amont de la salle des machines se trouve la salle des vannes des turbines. Un bâtiment avec la salle de contrôle et l'atelier est situé en surface, à côté duquel se trouve l'installation de raccordement aux CFF et aux CKW.

### Usine de Göscheneralp–Göschenen

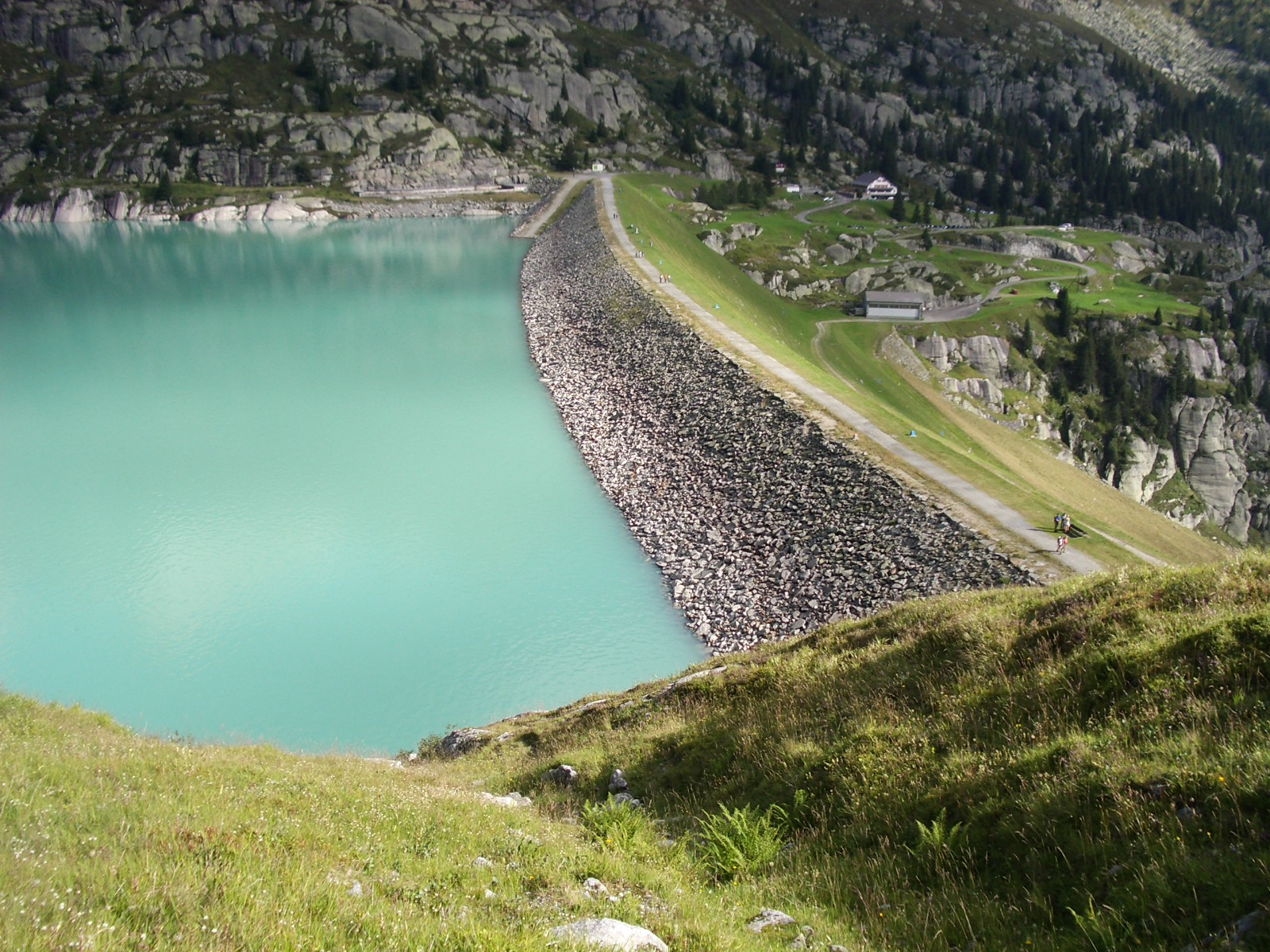
Barrage en pierre de Göscheneralp

Cette usine exploite l'eau du lac Göscheneralp depuis 1962. Son barrage est en terre végétalisée. Le bassin de stockage a une capacité d'environ 75 millions de mètres cubes. Une conduite forcée de 7km de long relie le réservoir à la chambre d’équilibre puis de là par une galerie pressurisée de 900 mètres de long jusqu'à la salle des machines, à la sortie de la Göschenental.
Quatre groupes de machines à turbine Pelton de 40 MW de puissance nominale chacune sont utilisés pour produire l'électricité. Deux alternateurs produisent de l'énergie de traction pour les CFF, envoyé vers le réseau de courant de traction à 132 kV - 16⅔ Hz  et vers la sous-station CFF de Göschenen à 66 kV - 16⅔ Hz. Les deux autres alternateurs produisent du courant 220 kV  - 50 Hz pour le réseau national à haute tension. En outre, un petit générateur disposé horizontalement, peut fournir 650 kW pour les besoins propres de la centrale.

### Usine d'Andermatt–Göschenen

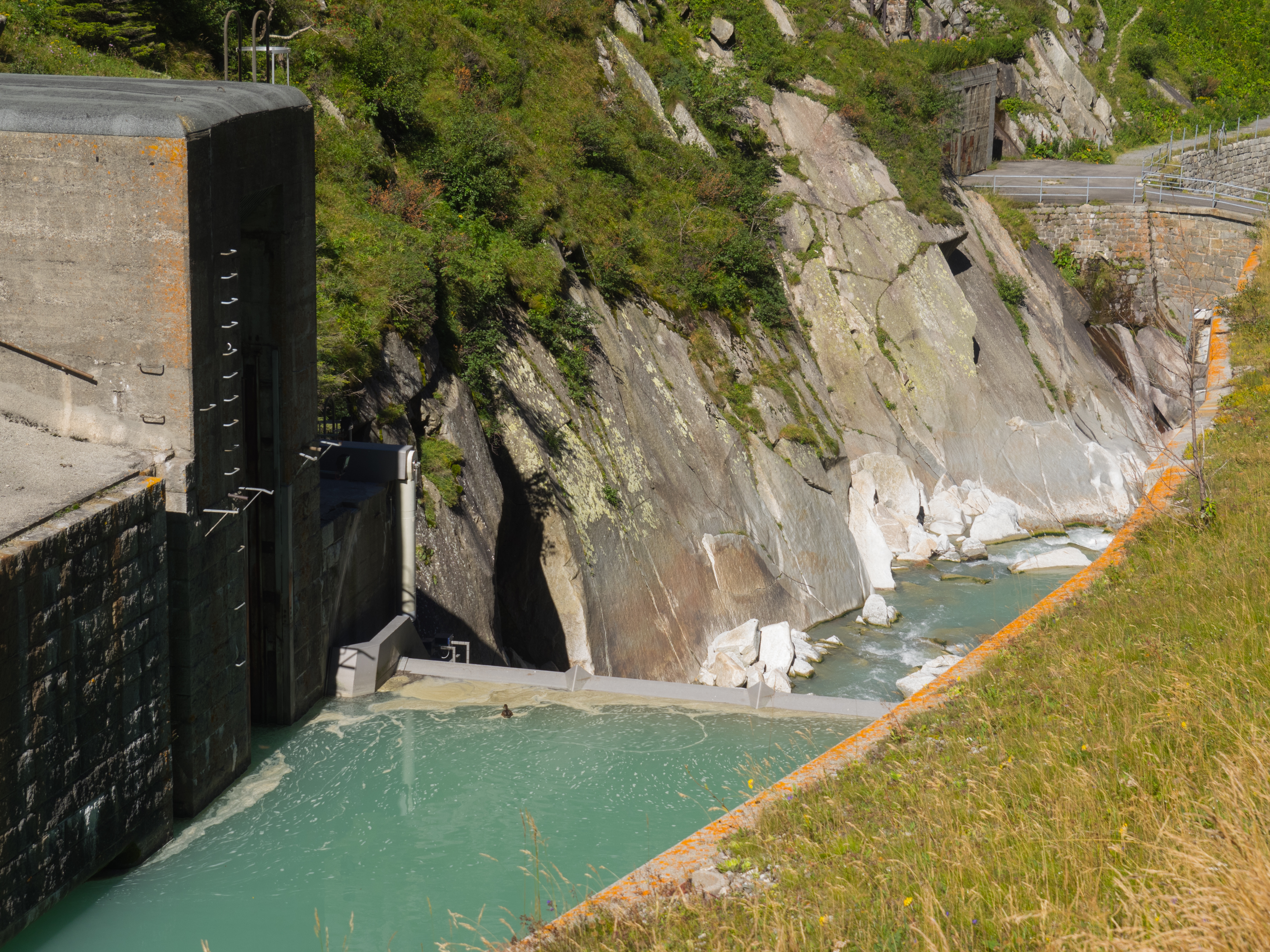
Captage du Trou d'Uri

En plus du barrage de Göschneneralpsee, la centrale récupère également depuis 1961 une partie de l'eau de la Reuss. Le prélèvement se fait au fil de l'eau, au trou d'Uri dans les gorges de Schöllenen, d'où elle est acheminée vers la centrale de Göschenen par une galerie séparée qui possède sa propre vanne.
Deux groupes de machines à turbine Pelton de 18 MW de puissance nominale chacune sont utilisés pour produire l'électricité. Un alternateur produit de l'énergie de traction à 16⅔ Hz pour les CFF, l'autre alternateur produit du courant alternatif à 50 kV et 15 kV - 50 Hz pour le réseau haute tension d'alimentation nationale. En outre, un petit générateur disposé horizontalement peut fournir 650 kW pour les besoins propres de la centrale.